# Журнална файлова система
Журналната файлова система е файлова система, която проследява незаписаните промени като поддържа промените в структурата на данни, известна като журнал, който обикновено е цикличен буфер. В случай на системен срив или спиране на тока, тези файлови системи могат да бъдат върнати онлайн по-бързо и с по-малка вероятност за повреда.
В зависимост от имплементацията, журналната файлова система може да следите само за промени на метаданните, което позволява повишаване на производителността за сметка на увеличаване на възможността за загуба на данни. Възможно е файловата система да следи как се съхраняват данните и съответните им метаданни. Някои имплементации позволяват избор между двата варианта.